# Параскева
Параскева – женско име. Чества на 14 октомври по нов стил и на 28 октомври по стар (Петковден).
– Преподобната Параскева (Петка) Епиватска Българска, живяла в X–XI век (чествана на 14 октомври). Тя била родом от Епиват (Тракия) от родители българи. Животът ѝ и посмъртните чудеса вдъхновено е описал св. патриарх Евтимий. От 1238 г. до падането под османска власт светите ѝ мощи са почивали в църквата „Св. Петка Търновска“ във Велико Търново. След вековни странствания през 1641 г. те били положени в катедралата в Яш (Северна Румъния) и са днес място на поклонници от цял свят.
– Великомъченица Параскева Иконийска, родом от Икония, Мала Азия. След смъртта на благочестивите ѝ родители пожелала да си остане девица, за вярата Христова хвърлена в тъмница, в огън, излязла невредима и била посечена с меч по време на император Диоклетиан в 303 година.
– Преподобномъченицата Параскева Римлянка (26 юли), живяла през II век и по апостолски проповядвала на езичниците дори в Рим, столицата на империята. Посечена с меч след жестоки и дълги мъчения, св. Параскева обърнала със смелостта и чудесата си мнозина във вярата. Мощите ѝ по-късно били пренесени в Цариград.
„Параскева“ е гръцко име, като съответстващото му име на български език е „Петка“.